# Bunce Island

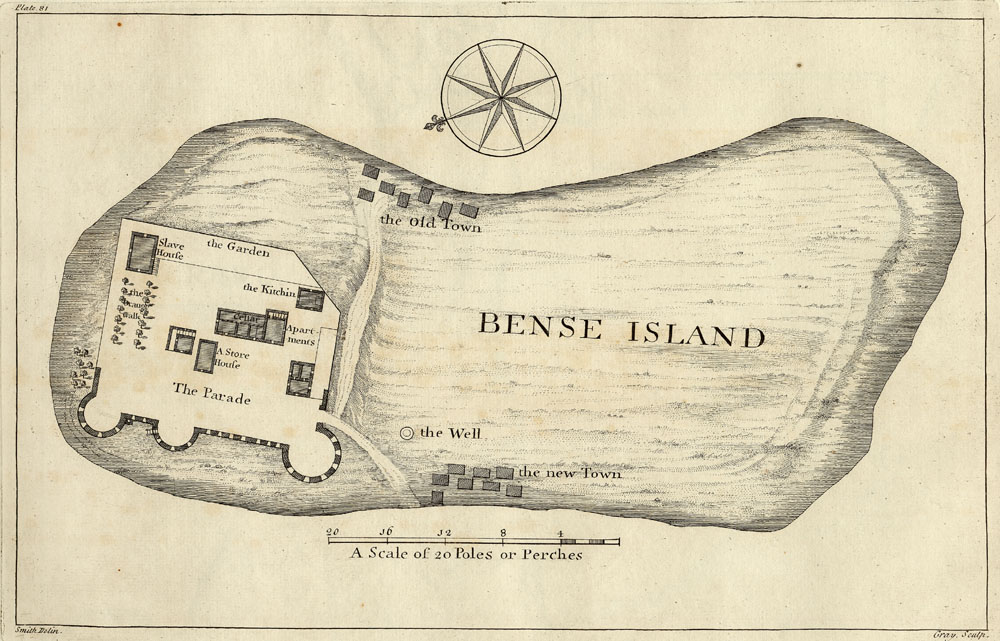
Karta/ritning över Bunce Island 1726

Bunce Island (även kallad "Bence," "Bense," eller "Bance" under olika perioder) är platsen för en brittisk slavborg från 1700-talet i Sierra Leone.
Ön ligger cirka 32 km uppströms från Sierra Leones huvudstad Freetown i floden Sierra Leone (flod). Den vidsträckta flodmynningen formas av vattendragen Rokel och Port Loko.  Även om ön är relativt liten, 500 meter lång och cirka 100 meter bred, gjorde dess strategiska läge på gränsen till farbarheten i Afrikas största naturhamn, att platsen var ideal som bas för Europeiska slavhandlare.
Sedan 1 juli 2012 är Bunce Island uppsatt på Sierra Leones tentativa världsarvslista.

## Historia

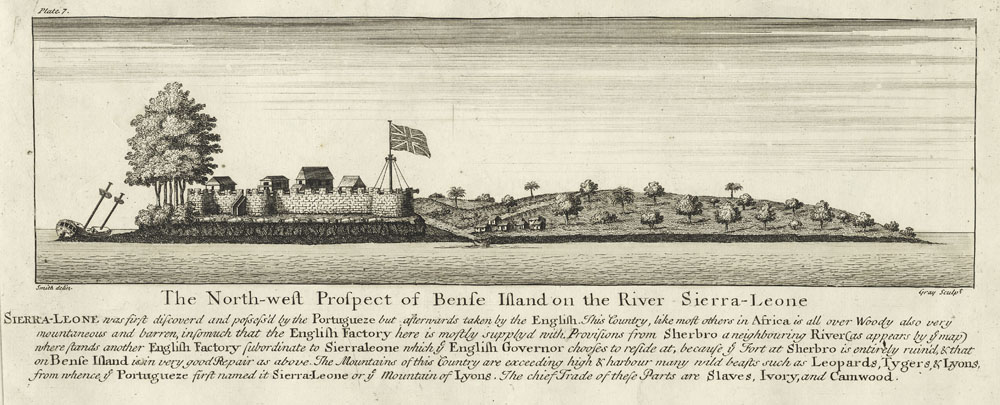
Bunce Island 1726 under Royal African Companys era

Bunce Island startade som slavhandelsplats av engelska slavhandlare omkring 1670. I början av dess historia drevs anläggningen av de två Londonbaserade företagen Gambia Adventurers och Royal African Company, den senare ett av kronan ägt bolag, understött av den brittiska regeringen. Slavhandelsborgen var inte kommersiellt framgångsrik denna period, men fungerade som en symbol för det brittiska inflytandet i regionen. Denna tidiga fas tog slut 1728 då ön plundrades av afriportugisiska slavhandelskonkurrenten José Lopez da Moura. Den förblev övergiven fram till mitten av 1740-talet.
Bunce Island drevs senare av två andra Londonbaserade företag: Grant, Oswald & Company samt John & Alexander Anderson och var denna period väldigt lönsamt. Under den andra halvan av 1700-talet, skickade Bunce Island tusentals fångar till brittiska och franska öar i Västindien och till storbritanniens nordamerikanska kolonier. De Londonbaserade ägarnas blev rika genom borgens ageranden.
Slavhandlare som gjorde affärer på Bunce Island kom från en rad olika bakgrunder. Under borgens tidiga historia, sålde afroportugiser slavar och lokala produkter här. Under dess senare historia, sålde afroengelska släkter såsom Caulkers, Tuckers och Clevelands, slavar på Bunceön. Slavskeppen kom från brittiska hamnarna London, Liverpool och Bristol; från Newport, Rhode Island men också från Frankrike och Danmark. De transporterade slavar främst till Karibien och södra Nordamerika.
På grund av dess betydelse som en brittisk kommersiell utpost, var Bunce Island ett attraktivt mål under krigstider. Franska flottans styrkor attackerade borgen fyra gånger (1695, 1704, 1779, & 1794) och förstörde eller skadade den varje gång. Attacken 1779 skedde under Amerikanska revolutionskriget då Amerikas allierade Frankrike drog fördel av konflikten för att attackera brittiska tillgångar utanför Nordamerika. Pirater attackerade också borgen två gånger (1719 och 1720), däribland Bartholomew Roberts, eller "Black Bart," den mest hårdföra piraten på 1700-talet. Brittiska köpmän återuppbyggde borgen efter varje attack och ändrade gradvis dess arkitektur under de grovt räknat 140 åren som den användes som en entrepôt för slavhandel.

## Länkar till Nordamerika

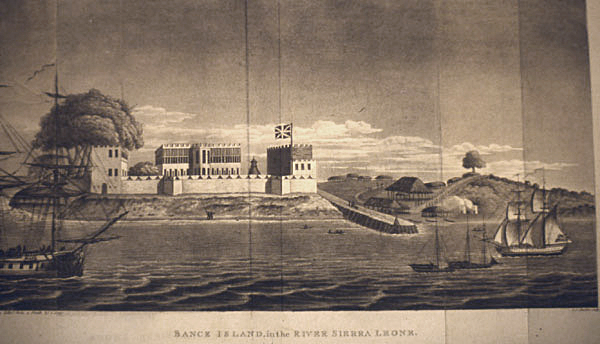
Bunce Island 1805 under John & Alexander Andersons period.

Bunce Island är mest känd som en av de främsta leverantörerna av slavar till risindustrin i de brittiska kolonierna i South Carolina och Georgien. Ris kräver en hel del tekniskt kunnande för att kunna odlas framgångsrikt och South Carolina och Georgiens plantageägare var villiga att betala höga priser för slavarbetskraft från vad de kallade för Västafrikas "Riskust", den traditionella risodlingsregionen från vad som idag är Senegal och Gambia i norr och ner till Sierra Leone och Liberia i söder.
Bunce Island var den största brittiska slavborgen på riskusten. Afrikanska jordbrukare med risodlingskunskaper kidnappades från inlandet och såldes på borgen eller en av dess många "outfactories" (handelsstationer) along the coast before being transported to North America. Several thousand slaves from Bunce Island were taken to the ports of Charleston (South Carolina) and Savannah (Georgia) during the second half of the 18th century.  Slave auction advertisements in those cities often announced slave cargoes arriving from "Bance" or "Bense" Island.
Henry Laurens var Bunceöns affärsagent i Charleston. Han var en rik risplantageägare och slavhandlare som senare blev Continental Congress president under Amerikanska revolutionskriget och sedan USA:s utsände i Holland. På sin väg till sin post i Europa tillgångatogs han och placerades i Tower of London.  Efter att fientligheterna upphört, blev han en av fredskommissionens ledamöter som förhandlade om USA:s självständighet i Parisavtalet. Träffande nog var britternas chefsförhandlare Richard Oswald, Bunceöns huvudägare och Laurens vän i 30 år. USA:s självständighet kom därför delvis förhandlas mellan Bunceöns brittiska ägare och dennes amerikanske affärsagent i South Carolina. Detta avspeglar den rikedom som skapades genom handeln med ris och slavar.
Men Bunce Island var inte kopplat enbart till South Carolina och Georgien; ön var även kopplad till de nordliga kolonierna. Slavskepp från nordliga hamnar besökte ofta Bunceön för att ta upp förnödenheter såsom sötvatten och proviant för överfarten över Atlanten och köpte samtidigt slavar för att sälja på de brittiska öarna i Västindien och sydliga kolonierna. Nordamerikansa slavskepp som angjorde Bunce Island seglade ut från Newport (Rhode Island), New London (Connecticut), Salem (Massachusetts) och New York.

## Bunceöns tillbakagång
Brittiska filantroper engagerade i Committee for the Relief of the Black Poor grundade Freetown 1787, en bosättning för befriade slavar på Sierra Leonehalvön, endast 32 km nedströms från Bunceön. Den Atlantiska slavhandeln fortsatte vara laglig de kommande två årtiondena. Under denna period trakasserade slavhandlare den spirande kolonin genom att hetsa lokala afrikanska hövdingar mot den, organisera bojkotter för att isolera den och därtill en gång kidnappa och sälja en del invånare i Freetown som de anklagade för att ha stulit varor.
1807 föbjörds den atlantiska slavhandeln. Året efter blev Freetown en kronkoloni och den brittiska flottan lade sin Afrikanska bas där. De skickade ut patruller för att leta efter slavskepp som bröt mot förbudet. Bunce Island stängdes och brittiska bolag använde sedan slottet för olika ändamål: bomullsplantage, handelsstation och ett sågverk. Dessa aktiviteter var ekonomiskt misslyckade och ön övergavs omkring 1840. Byggnaderna och stenmurarna förföll.
Idag finns större ruiner på norra delen av ön. Bance Island House, huvudbyggnaden där chefsagenten bodde med sina ledande befattningshavare, ligger i mitten av borgen. Delar av byggnaden når än idag till andra våningen. Bakom denna finns slavtorget, uppdelat mellan ett stort område för män och ett mindre för kvinnor och barn. Rester av två vakttorn finns kvar, en fästning med plats för åtta kanoner och ett krutmagasin. En del kanoner bär kung Georg III av Storbritanniens monogram.  I södra änden av ön, finns flera gravstenar som markerar gravarna efter slaghandlare, slavskeppskaptener och förmän.

## Forskning på Bunceön
Tre amerikanska forskare har gjort omfattande forskning på Bunceön. Antropologen Joseph Opala gjorde forskning som kopplade Bunce Island till Gullahfolket och organiserade den omskrivna Gullahhemkomsterna skildrade i dokumentärfilmerna “Family Across the Sea" (1990), “The Language You Cry In" (1998) och “Priscilla’s Homecoming".  Historikern David Hancock dokumenterade Bunce Island noga under perioden Grant, Oswald & Company i sin studie Citizens of the World (1997). Arkeologen Christopher DeCorse och hans team genomförde en omfattande undersökning av öns ruiner beskrivna i en rapport som överlämnats till Sierra Leones regering 2006.
Afroamerikanske TV-skådespelaren Isaiah Washington besökte Bunce Island 2006, efter att genom ett DNA-test fått veta att några av hans förfäder kom från Sierra Leone. Washington donerade senare 25 000 dollar till ett projekt att göra en datorrekonstruktion av Bunce Island såsom den såg ut 1805. Projektets ledare Joseph Opala och Gary Chatelain vid James Madison University producerar en 3D-bild av borgen som låter användaren gå in i alla byggnaderna och se dem såsom de såg ut för 200 år sedan. Animationen kommer göras tillgänglig för museum och utbildningsinstitutioner.

## Status idag
1948 blev Bunce Island Sierra Leones första officiella skyddade historiska objekt. M.C.F. Easmon, en Sierra Leonsk läkare och amatörhistoriker, ledde en expedition som detta år rensade växtligheten, kartlade och fotograferade ruinerna för första gången. 1989 gjorde en grupp Gullahs ett historiskt hemkomst till Sierra Leone och besökte ruinerna på Bunceön. Kort därefter presenterade U.S. National Park Service ett bevarande program för anläggningen. Planerna ställdes åt sidan i samband med förvirringarna på grund av Inbördeskriget i Sierra Leone. “Gullah Homecomings” 1997 och 2005 resulterade i att Afroamerikaner besökte Bunceön, som dokumenterades som allmänhistoriska projekt.
Bunce Island skyddas av Sierra Leone's Monuments and Relics Commission, en avdelning under landets Turism och kulturministerium. Regeringen arbetar för att skydda borgen som en påminnelse om gångna tider och för att locka turister, särskilt afroamerikaner. Även andra slavborger, speciellt Gorée i Senegal och Elmina i Ghana-, är populärare sevärdheter för svarta amerikaner då dessa historiskt är mer kopplade till slavättlingar i Västindien mer än Nordamerika. Bunce Island har kallats "den viktigaste historiska platsen i Afrika för USA."
General Colin Powell, dåvarande försvarschef, besökte Bunce Island 1992 under ett officiellt besök i Sierra Leone. Starkt rörd av upplevelsen, talade Powell om sin reaktion kring slavborgen i ett avskedstal han hade innen han lämnade landet. "Jag är en amerikan...," sade han. "men idag, är jag någonting mer...Jag är en afrikan också...Jag känner mina rötter här på denna kontinent."[källa behövs]

## Bevarandeinsatser
U.S. National Park Service som undersökte borgen 1989 föreslog stabiliseringsåtgärder. Därtill rekommenderade de att installera skärmar som visar hur byggnaderna såg ut och vad de användes till. Inga bevarandeåtgärder har gjorts. Tillståndet för ruinerna försämras snabbt i Sierra Leones tropiska klimat.
World Monuments Fund satte 2008 upp Bunce Island (och andra historiska objekt i Sierra Leone) på sin lista över världens “100 mest hotade objekt.”  Flera organisationer i Sierra Leone, USA och Storbritannien arbetar nu för att öka kännedomen om Bunce Island och dess historia och arbetar för att bevara borgen.
I oktober 2010 meddelade Bunce Island Coalition (US) och dess samarbetsorganisation Bunce Island Coalition (SL) starten av Bunce Island preservation project, ett fem år lång försök att bevara ruinerna och bygga ett museum i Freetown, Sierra Leones huvudstad, ägnat till Bunceöns historia och den atlantiska slavhandelns inverkan i Sierra Leone.